# بريدون مانو
بريدون مانو (بالألمانية: Braydon Manu)‏ هو لاعب كرة قدم ألماني في مركز الهجوم، ولد في 28 مارس 1997 في إتسهويه في ألمانيا. لعب مع نادي هالشر ونادي هامبورغ.

## وصلات خارجية
- بريدون مانو على موقع قاعدة بيانات كرة القدم.إي يو (الإنجليزية)
- بريدون مانو على موقع Soccerway.com (الإنجليزية)
- بريدون مانو على موقع عالم كرة القدم.نت (الإنجليزية)